# Championnats de France d'athlétisme 1928
Navigation
Championnats 1927 Championnats 1929
Les Championnats de France d'athlétisme 1928 ont eu lieu les 14 et 15 juillet 1928 au Stade olympique Yves-du-Manoir de Colombes. Les épreuves féminines se sont déroulées à Paris (Porte dorée).

## Palmarès
| Discipline        | Hommes           | Hommes        | Femmes                | Femmes       |
| ----------------- | ---------------- | ------------- | --------------------- | ------------ |
| 100 m             | Gilbert Auvergne | 10 s 8        | Marguerite Radideau   | 12 s 4       |
| 200 m             | André Cerbonney  | 22 s 4        | Lucienne Velu         | 28 s 4       |
| 400 m             | René Féger       | 48 s 8        | -                     | -            |
| 800 m             | Séraphin Martin  | 1 min 50 s 6  | Marcelle Neveu        | 2 min 26 s 4 |
| 1 500 m           | Jules Ladoumègue | 3 min 52 s 2  | -                     | -            |
| 5 000 m           | Lucien Duquesne  | 15 min 21 s 0 | -                     | -            |
| 10 000 m          | Henri Lauvaux    | 33 min 15 s 4 | -                     | -            |
| 80 m haies        | -                | -             | Jacqueline Combernoux | 13 s 2       |
| 110 m haies       | Gabriel Sempé    | 15 s 6        | -                     | -            |
| 400 m haies       | Roger Viel       | 54 s 6        | -                     | -            |
| 3 000 m steeple   | Henri Dartigues  | 9 min 38 s 0  | -                     | -            |
| Saut en longueur  | Jacques Flouret  | 7,00 m        | Georgette Gagneux     | 5,37 m       |
| Saut en hauteur   | Claude Ménard    | 1,88 m        | Lucienne Viel         | 1,45 m       |
| Saut à la perche  | Pierre Ramadier  | 3,75 m        | -                     | -            |
| Lancer du poids   | Edouard Duhour   | 14,00 m       | Lucienne Velu         | 9,13 m       |
| Lancer du disque  | Jules Noël       | 41,57 m       | Lucienne Velu         | 33,41 m      |
| Lancer du marteau | Robert Saint-Pé  | 39,16 m       | -                     | -            |
| Lancer du javelot | Emmanuel Degland | 58,25 m       | Simone Warnier        | 27,39 m      |